# Obolcola aliena
Obolcola aliena är en fjärilsart som beskrevs av Louis Beethoven Prout 1932. Obolcola aliena ingår i släktet Obolcola och familjen mätare. Inga underarter finns listade i Catalogue of Life.